# SolvIT Networks
SolvIT Networks este o companie de IT din România.
Compania distribuie în România produsele companiei americane Computer Associates.
În anul 2008, compania a avut 17 angajați și o cifră de afaceri de 2 milioane de euro.